# René Doynel de Saint-Quentin
René Doynel de Saint-Quentin (2 décembre 1883 à Garcelles-Secqueville - 15 mars 1961 à Paris) est un diplomate français.

## Biographie
Fils de Louis Doynel de Saint-Quentin et petit-fils de Stéphen Liégeard par sa mère Alice, il est élève à l'École libre des sciences politiques.
Il est secrétaire général du protectorat de la France au Maroc de 1925 à 1928.
Ambassadeur aux États-Unis de 1938 à 1940, il fait partie du groupe des fondateurs du lycée français de New York.
Il fut également le président de l'association Valentin Haüy de 1946 à 1961.